# Liste des guerres des États-Unis
Cette liste regroupe les guerres et conflits ayant connu la participation des États-Unis.
La légende ci-dessous facilite la lecture de l'issue des guerres :
- Victoire des États-Unis d'Amérique
- Défaite des États-Unis d'Amérique
- Autre résultat (par exemple un traité ou une paix sans un résultat clair, un statu quo ante bellum, un résultat inconnu ou indécis)
- Conflit en cours

## Guerres auXVIIIesiècle
| Début | Fin  | Conflit                              | Lieux                                                                                    | Belligérants | Belligérants | Issue du point de vue des États-Unis                                                                                        |
| Début | Fin  | Conflit                              | Lieux                                                                                    | Alliés (y compris les États-Unis) | Ennemis | Issue du point de vue des États-Unis                                                                                        |
| ----- | ---- | ------------------------------------ | ---------------------------------------------------------------------------------------- | --- | --- | --- |
| 1775  | 1783 | Guerre d'indépendance des États-Unis | Côte Est de l'Amérique du Nord, Gibraltar, Indes britanniques, Caraïbes, Atlantique Nord | États-Unis France Espagne Vermont Iroquoisie - Onneiouts - Tuscaroras République de Watauga Catawba Loups Chactas Pays-Bas État de Mysore | Royaume-Uni Loyalistes Iroquoisie - Onondagas - Mohawks/Agniers - Cayugas - Sénécas Cherokees | Victoire - Traité de Paris - La Grande-Bretagne reconnaît l'indépendance des États-Unis - Fin du premier Empire britannique |
| 1776  | 1795 | Guerres Cherokees-Américains (en)    | Ancien Sud des États-Unis (en)                                                           | États-Unis | Cherokees | Victoire |
| 1785  | 1793 | Guerre amérindienne du Nord-Ouest    | Territoire du Nord-Ouest                                                                 | États-Unis Chicachas Chactas | Confédération de l'Ouest - Conseil des Trois Feux - Iroquoisie - Sept Nations du Canada (en) - Confédération de la Wabash (Wea, Piankashaw, et autres) - Illinois - Hurons-Wendat - Mississaugas - Menominee - Chaouanons - Loups du Delaware - Miamis - Kickapous - Kaskaskia - Creeks Royaume-Uni - Amérique du Nord britannique | Victoire - Traité de Greenville - Retrait des Britanniques - Occupation américaine des territoires du Nord-Ouest            |
| 1791  | 1794 | Révolte du Whisky                    | Pennsylvanie de l'Ouest, surtout dans la ville de Washington, PA                         | États-Unis | Révolte contre la hausse des taxes sur les spiritueux | Victoire - Élimination de la résistance armée - Réduction d'une évasion fiscale                                             |

## Guerres auXIXesiècle
| Début          | Fin             | Conflit                                                                 | Lieux                                                  | Belligérants                                                                                                 | Belligérants | Issue du point de vue des États-Unis |
| Début          | Fin             | Conflit                                                                 | Lieux                                                  | Alliés (y compris les États-Unis)                                                                            | Ennemis | Issue du point de vue des États-Unis |
| -------------- | --------------- | ----------------------------------------------------------------------- | ------------------------------------------------------ | --- | --- | --- |
| 1798           | 1800            | Quasi-guerre En partie une des guerres de la Révolution française       | Océan Atlantique, Caraïbes, Océan Indien, Méditerranée | États-Unis Royaume-Uni                                                                                       | France Espagne | Traité de Mortefontaine - Interruption pacifique de l'alliance franco-américaine - Réduction de l'activité des corsaires et autres navires de guerre français - Neutralité américaine et renonciations aux demandes contre la France                                                                                               |
| 1801           | 1805            | Guerres barbaresques, tout particulièrement Guerre de Tripoli           | Méditerranée au large de Tripoli                       | États-Unis Suède                                                                                             | Régence de Tripoli Régence d'Alger Régence de Tunis Maroc | Victoire - Traité de paix |
| 1811           | 1811            | Rébellion de Tecumseh                                                   | Nord de l'Ohio                                         | États-Unis                                                                                                   | Confédération de Tecumseh - Chaouanons - Red Sticks - Ojibwés - Creeks - Renards - Iroquoisie - Miamis - Mingos - Outaouais - Kickapous - Loups - Mascoutins - Potawatomis - Sauks - Hurons-Wendat                                                                             | Victoire - Traité de paix |
| 1812           | 1815            | Guerre anglo-américaine de 1812                                         | Est et centre de l'Amérique du Nord                    | États-Unis Chactas Cherokees Creeks                                                                          | Royaume-Uni - Amérique du nord britannique Confédération de Tecumseh - Chaouanons - Red Sticks - Ojibwés - Chickamaugas - Renards - Iroquoisie - Miamis - Mingos - Outaouais - Kickapous - Loups du Delaware - Mascoutins - Potawatomis - Sauks - Hurons-Wendat Espagne (1814) | Impasse - Traité de Gand - Défaite de la Confédération de Tecumseh |
| 1813           | 1814            | Guerre Creek                                                            | Sud-Est des États-Unis                                 | États-Unis Creeks Cherokees Chactas                                                                          | Red Sticks | Victoire - Traité de Fort Jackson |
| 1815           | 1815            | Seconde guerre barbaresque En partie une des Guerres barbaresques       | Méditerranée et Côte des Barbaresques.                 | États-Unis                                                                                                   | Régence d'Alger | Victoire - Traité de paix |
| 1817           | 1818            | Guerres séminoles                                                       | Pensacola, Floride espagnole                           | États-Unis                                                                                                   | Séminoles Floride espagnole | Victoire - L'Espagne cède la Floride espagnole aux États-Unis lors du Traité d'Adams-Onís - Les Séminoles sont contraints de se placer sous la protection des États-Unis et à renoncer à toutes prétentions sur les terres de Floride, en échange d'une réserve d'environ quatre millions d'acres lors du Traité de Moultrie Creek |
| 1820           | 1875            | Guerres texano-indiennes (en)                                           | Texas                                                  | Espagne Mexique Texas États-Unis                                                                             | Comanches | Victoire - Extinction de la plupart des tribus indiennes du Texas, dont les Karankawas, les Akokisa et les Bidui |
| 1823           | 1823            | Guerre Arikara                                                          | Missouri (rivière)                                     | États-Unis                                                                                                   | Arikaras | Victoire - Les Arikaras, avec les Mandans et les Gros Ventre du Missouri, sont déportés sur la Réserve indienne de Fort Berthold au Dakota du Nord |
| 1825           | 1828            | Opérations des États-Unis contre les pirates de la mer Égée (en)        | Au large de la Grèce, Mer Égée                         | États-Unis                                                                                                   | Grèce Pirates | Victoire - Défaite des pirates grecs - HMS Comet libéré par les forces américaines - Message de remerciement envers Louis Goldsborough de la part du gouvernement britannique |
| 1827           | 1827            | Guerre des Winnebagos                                                   | Illinois et Michigan                                   | États-Unis                                                                                                   | Winnebagos avec quelques alliés | Victoire - Les Winnebagos cèdent une région minière clé aux États-Unis |
| 1832           | 1832            | Première expédition de Sumatra                                          | Sultanat d'Aceh                                        | États-Unis Pays-Bas                                                                                          | Royaume de Kuala Batee (id) | Victoire |
| 1832           | 1832            | Guerre de Black Hawk                                                    | Illinois et Michigan                                   | États-Unis Winnebagos Menominee Dakotas Potawatomis                                                          | British Band (en) Winnebagos et les alliés Potawatomis | Victoire |
| 1835           | 1842            | Seconde guerre séminole                                                 | Floride, États-Unis                                    | États-Unis                                                                                                   | Séminoles | Victoire - 3 800 Séminoles déportés vers un territoire indien - 300 Séminoles restent dans les Everglades |
| 1838           | 1838            | Seconde expédition de Sumatra                                           | Sultanat d'Aceh                                        | États-Unis Pays-Bas                                                                                          | Royaume de Kuala Batee (id) | Victoire |
| 1846           | 1848            | Guerre américano-mexicaine                                              | Texas, Nouveau-Mexique, Californie et Mexique          | États-Unis République de Californie                                                                          | Mexico | Victoire - Traité de Guadalupe Hidalgo - Cession mexicaine - Reconnaissance mexicaine des république du Texas et république de Californie (avec d'autres territoires), fin de la révolution texane et du conflit opposant le Mexique au Texas                                                                                      |
| 1847           | 1855            | Guerre Cayuse                                                           | Oregon                                                 | États-Unis                                                                                                   | Cayuses | Victoire - Les Cayuses sont massacrés et forcés d'abandonner la plupart de leurs terres |
| 1851           | 1900            | Guerres apaches                                                         | Sud-Ouest des États-Unis                               | États-Unis                                                                                                   | Apaches Utes Yavapais | Victoire - Les Apaches sont déportés sur des réserves indiennes |
| 1854           | 1854            | Bombardement de San Juan del Norte (en)                                 | Greytown, Mosquito Coast                               | États-Unis                                                                                                   | Royaume-Uni - Royaume de Mosquitie | Victoire - Greytown/San Juan del Norte occupée et détruite |
| 1855           | 1856            | Guerre du Puget Sound                                                   | Washington                                             | États-Unis Snoqualmies (en)                                                                                  | Nisquallys Muckleshoot Puyallups Klickitats Haïdas Tlingits | Victoire - Les indiens sont relogés vers baie de Siletz (en), Grande Ronde, et autres réserves côtières |
| 1855           | 1855            | Première expédition des Fidji                                           | Fidji                                                  | États-Unis                                                                                                   | Fidji | Victoire |
| 1855           | 1856            | Guerres des Rogue River                                                 | Rogue (fleuve) / sud de l'Oregon                       | États-Unis                                                                                                   | Rogue River (tribu) | Victoire - Les indiens sont relogés vers Siletz, Grande Ronde et autres réserves indiennes |
| 1855           | 1858            | Troisième guerre séminole                                               | Pensacola, Floride espagnole                           | États-Unis                                                                                                   | Séminoles | Victoire |
| 1855           | 1858            | Guerre Yakima                                                           | Washington                                             | États-Unis Snoqualmies (en)                                                                                  | Yakamas Walla Walla Umatillas Nez-Percés Cayuses | Victoire - Traité de paix |
| 1855           | 1857            | En partie, la Campagne nationale du Costa Rica (1856-1857)              | Nicaragua                                              | Nicaragua Costa Rica Honduras Royaume de Mosquitie Guatemala Salvador États-Unis Royaume-Uni                 | Flibustiers | Victoire - Défaite des flibustiers - Reddition de William Walker aux Américains. |
| 1856           | 1859            | Seconde guerre de l'opium                                               | Chine                                                  | Royaume-Uni France États-Unis                                                                                | Chine | Victoire - Traité de Tianjin (1858) - Kowloon cédé au Royaume-Uni |
| 1857           | 1858            | Guerre de l'Utah                                                        | Territoire de l'Utah et Wyoming                        | États-Unis                                                                                                   | État du Deseret / Utah Mormons | Règlement - Résolution grâce à la négociation - Brigham Young renommé gouverneur du territoire - Amnistie complète pour les habitants de l'Utah à la condition qu'ils acceptent la soumission à l'autorité fédérale US |
| 1858           | 1866            | Guerres navajos                                                         | Nouveau-Mexique                                        | États-Unis                                                                                                   | Navajos | Victoire - Longue marche des Navajos - Déportation des Navajos sur des réserves indiennes |
| 6 octobre 1859 | 16 octobre 1859 | Seconde expédition des Fidji                                            | Fidji                                                  | États-Unis                                                                                                   | Fidji | Victoire |
| 1859           | 1861            | Première et seconde guerre de Cortina (en)                              | Texas et Mexique                                       | États-Unis États confédérés d'Amérique                                                                       | Paramilitaires mexicains | Victoire |
| 1860           | 1860            | Guerre des Païutes                                                      | Pyramid Lake, Nevada                                   | États-Unis                                                                                                   | Païutes Shoshones Bannocks | Victoire |
| 1860           | 1860            | Guerre de Réforme                                                       | Mexique                                                | Libéraux mexicains États-Unis                                                                                | Conservateurs mexicains | Victoire |
| 1861           | 1865            | Guerre de Sécession                                                     | États-Unis                                             | États-Unis                                                                                                   | États confédérés d'Amérique | Victoire - Préservation de l'intégrité territoriale - Dissolution des États confédérés d'Amérique - Fin de l'esclavage aux États-Unis avec l'adoption du XIIIe amendement de la Constitution des États-Unis - Assassinat d'Abraham Lincoln - Reconstruction après la guerre de Sécession                                           |
| 18 juin 1861   | 18 juin 1861    | Bombardement de Qui Nhon Partie de la campagne de Cochinchine           | Quy Nhơn, Viêt Nam                                     | États-Unis                                                                                                   | Dynastie Nguyễn | Victoire - Destruction du fort vietnamien |
| 1861           | 1875            | Guerres Yavapais (en)                                                   | Arizona                                                | États-Unis                                                                                                   | Yavapais Apaches Quechans Mojaves | Victoire |
| 1862           | 1862            | Guerre des Sioux de 1862                                                | Minnesota et Dakota                                    | États-Unis                                                                                                   | Dakotas | Victoire |
| 1863           | 1865            | Guerre du Colorado                                                      | Colorado, Wyoming et Nebraska                          | États-Unis                                                                                                   | Cheyennes Arapahos Sioux | Victoire - John Chivington |
| 1863           | 1864            | Bataille de Shimonoseki et Bombardement de Shimonoseki                  | Détroit de Kanmon                                      | Empire britannique Empire colonial néerlandais France États-Unis                                             | Domaine de Chōshū | Victoire - Chōshū paie une indemnité de 3 000 000 dollars |
| 1864           | 1868            | Guerre des Snakes                                                       | Oregon, Nevada, Californie et Idaho                    | États-Unis                                                                                                   | Païutes Bannocks Shoshones | Victoire |
| 1865           | 1865            | Expédition de la Powder River                                           | Rivière Powder                                         | États-Unis                                                                                                   | Sioux Cheyennes Arapahos | Non concluant |
| 1866           | 1868            | Guerre de Red Cloud                                                     | Fleuve Powder (rivière du Montana)                     | États-Unis                                                                                                   | Lakotas Cheyennes Arapahos | Défaite - Traité de Fort Laramie (1868) - Le contrôle légal autour du fleuve Powder est cédé aux Indiens - Création de la Grande Réserve sioux, avec les Black Hills |
| 1867           | 1867            | Siège de Mexico (en)                                                    | Mexique                                                | Republicains mexicains États-Unis                                                                            | Empire mexicain France Autriche-Hongrie | Victoire - Fin de l'intervention française au Mexique |
| 1867           | 1867            | Expédition de Formose                                                   | Sud de Formose                                         | États-Unis                                                                                                   | Paiwans | Indécisif - Retrait des Formosans - Retrait des Américains |
| 1867           | 1875            | Campagne contre les Comanches (en)                                      | États-Unis de l'Ouest                                  | États-Unis                                                                                                   | Cheyennes Arapahos Comanches Kiowas | Victoire |
| 1871           | 1871            | Expédition de Corée                                                     | île de Kanghwa                                         | États-Unis                                                                                                   | Empire coréen / Période Joseon | Victoire - Traité de 1882 entre les États-Unis et la Corée (en) |
| 1872           | 1873            | Guerre des Modocs                                                       | Californie et Oregon                                   | États-Unis                                                                                                   | Modocs | Victoire |
| 1874           | 1875            | Guerre de la rivière Rouge                                              | Texas                                                  | États-Unis                                                                                                   | Cheyennes Arapahos Comanches Kiowas | Victoire - Fin des guerres texano-indiennes |
| 1875           | 1875            | Bataille de Las Cuevas (en)                                             | Texas et Mexique                                       | États-Unis                                                                                                   | paramilitaires mexicains | Victoire - Bétail rendu au Texas |
| 1876           | 1877            | Guerre des Black Hills                                                  | Montana, Dakota, Wyoming                               | États-Unis                                                                                                   | Lakotas Dakotas Cheyennes du nord Arapahos | Victoire - Contrôle légal du fleuve Powder cédé aux États-Unis |
| 1876           | 1801            | Guerre des chasseurs de bisons                                          | Texas et Oklahoma                                      | États-Unis                                                                                                   | Comanches Apaches | Victoire |
| 1877           | 1877            | Guerre des Nez-Percés                                                   | Oregon, Idaho, Wyoming et Montana                      | États-Unis                                                                                                   | Nez-Percés Palouses | Victoire |
| 1877           | 1878            | Révolte d'El Paso (en)                                                  | Texas                                                  | États-Unis                                                                                                   | Téjanos (en), texans d'origine espagnole/mexicaines | Victoire - Révolte matée |
| 1878           | 1878            | Guerre des Bannocks                                                     | Idaho, Oregon et Wyoming                               | États-Unis                                                                                                   | Bannocks Shoshones Païutes | Victoire - Voir aussi Guerre des Bannocks de 1895 (en) |
| septembre 1878 | avril 1879      | Campagne contre les Cheyennes (en)                                      | Oklahoma, Kansas, Nebraska, Dakota du Sud et Montana   | États-Unis                                                                                                   | Cheyennes | Victoire |
| 1879           | 1879            | Guerre des Sheepeaters                                                  | Idaho                                                  | États-Unis                                                                                                   | Shoshones | Victoire |
| 1879           | 1881            | Guerre de Victorio                                                      | Mexique                                                | États-Unis Mexico                                                                                            | Apaches | Victoire |
| 1879           | 1880            | Campagne contre les Utes (en)                                           | Colorado                                               | États-Unis                                                                                                   | Utes | Victoire |
| 1890           | 1891            | Massacre de Wounded Knee                                                | Dakota du Sud                                          | États-Unis                                                                                                   | Sioux | Victoire - Le 29 décembre 1890, massacre de Wounded Knee |
| 1891           | 1893            | Révolution de Catarino Garza (en)                                       | Texas et Mexique                                       | Mexico États-Unis                                                                                            | Garzistas | Victoire |
| 1893           | 1894            | Incidents navals de Rio de Janeiro (en) / en partie Révolte de l'Armada | Baie de Guanabara, Rio de Janeiro, Brésil              | Brésil États-Unis                                                                                            | Brésil Mutins brésiliens | Victoire |
| 1896           | 1918            | Guerre des Yaquis (en)                                                  | Arizona et Mexique                                     | États-Unis Mexique                                                                                           | Yaquis Pimas Opatas | Victoire |
| 1898           | 1899            | Guerres civiles samoanes                                                | Samoa                                                  | Samoa États-Unis                                                                                             | Mataafans Allemagne | Compromis - Les alliés et les rebelles établissent un compromis de paix avec le Traité de Samoa - Les États-Unis obtiennent les Samoa américaines - Le Royaume-Uni retire ses prétentions en échange des Îles Salomon - L'Allemagne obtient les Samoa allemandes - Mata'afa Iosefo (en) devient le chef des Samoa                  |
| 25 avril 1898  | 12 août 1898    | Guerre hispano-américaine                                               | Cuba, Porto Rico, Philippines et Guam                  | États-Unis Cuba Philippines Katipunan                                                                        | Espagne - Capitainerie générale de Cuba - Guam - Philippines - Porto Rico | Victoire - Traité de Paris (1898) - Occupation américaine de Cuba - Chute de l'Empire espagnol - Génération de 98 auprès des intellectuels espagnols |
| 1899           | 1902            | Guerre américano-philippine                                             | Philippines                                            | États-Unis                                                                                                   | Philippines République tagalogue (es) Pulajanes Sultanat de Sulu Moros République de Zamboanga République de Négros (es) | Victoire - Occupation des Philippines par les Américains - Disparition de la première République des Philippines |
| 1899           | 1913            | Rébellion des Moros (en)                                                | Philippines                                            | États-Unis                                                                                                   | Moros Restes du Sultanat de Sulu | Victoire |
| 1899           | 1901            | Révolte des Boxers                                                      | Chine                                                  | Royaume-Uni Empire russe Empire du Japon France États-Unis Empire allemand Royaume d'Italie Autriche-Hongrie | Poings de la justice et de la concorde (Boxers) Chine | Victoire - La rébellion est matée - Signature du protocole de paix Boxer - Troupes étrangères stationnées dans Pékin |

## Guerres auXXesiècle
| Début | Fin  | Conflit                                                                                             | Lieux | Belligérants | Belligérants | Issue du point de vue des États-Unis |
| Début | Fin  | Conflit                                                                                             | Lieux | Alliés (y compris les États-Unis) | Ennemis | Issue du point de vue des États-Unis |
| ----- | ---- | --------------------------------------------------------------------------------------------------- | --- | --- | --- | --- |
| 1909  | 1909 | Rébellion de la viande fumée                                                                        | Oklahoma | États-Unis | Creeks | Victoire |
| 1910  | 1919 | Guerre de la frontière américano-mexicaine Partie de la révolution mexicaine                        | Frontière entre les États-Unis et le Mexique                                                                                                 | États-Unis | Divers groupes politiques mexicains dont Pancho Villa | Victoire - Insurrection matée - Cessation des batailles entre Mexicains et Américains en 1919 après la victoire américaine lors de la bataille de Ciudad Juárez (1919) (en) - Neutralisation de Pancho Villa                                                          |
| 1912  | 1912 | Révolte armée des indépendantistes de couleur Partie de la guerre des Bananes                       | Cuba | Cuba États-Unis | Parti indépendant de Color (es) (PIC) | Victoire - Neutralisation de la rébellion - Dissolution du PIC |
| 1912  | 1933 | Occupation américaine du Nicaragua Partie de la guerre des Bananes                                  | Nicaragua | États-Unis Nicaragua | Libéraux nicaraguayens Sandinistes | Victoire - Occupation du Nicaragua jusqu'en 1933. - La Grande Dépression a provoqué la fin de l'occupation en 1933. - Changement de régime au Nicaragua. |
| 1914  | 1915 | Guerre du Bluff                                                                                     | Utah et Colorado | États-Unis | Utes Païutes | Victoire |
| 1914  | 1914 | Occupation américaine de Veracruz Partie de la révolution mexicaine                                 | Mexique | États-Unis | Mexique | Victoire - Veracruz est occupée |
| 1915  | 1934 | Occupation d'Haïti par les États-Unis Partie de la guerre des Bananes                               | Haïti | États-Unis Haïti | rebelles haïtiens | Victoire - Haïti est occupée |
| 1916  | 1918 | | Cuba | Cuba États-Unis | Parti Libéra de Cuba | Victoire - Révolte matée |
| 1916  | 1924 | Première occupation de la République dominicaine par les États-Unis Partie de la guerre des Bananes | République dominicaine | États-Unis | République dominicaine | Victoire - Occupation de la République dominicaine |
| 1917  | 1918 | Première Guerre mondiale                                                                            | Europe, Afrique, Asie, Moyen-Orient, îles du Pacifique, côtes de l'Amérique du Nord et de l'Amérique du Sud                                  | France Royaume-Uni Empire russe États-Unis Chine Royaume d'Italie Empire du Japon Canada Australie Nouvelle-Zélande Inde britannique Afrique du Sud Royaume de Serbie Royaume du Monténégro Royaume de Roumanie Belgique Modèle:Country data Royaume de Grèce Portugal Brésil                       | German Empire Autriche-Hongrie Empire ottoman Royaume de Bulgarie                                                                                         | Victoire - Disparition des empires l'allemand, Russe, ottoman et Autriche-Hongrie - Apparition de nombreux nouveaux pays en Europe et Moyen-Orient - Transfert des colonies allemandes et partition de l'Empire ottoman - Création de la Société des Nations          |
| 1918  | 1920 | Intervention alliée pendant la guerre civile russe                                                  | Russie, Mongolie et Iran | Armées blanches Empire britannique - Royaume-Uni de Grande-Bretagne et d'Irlande - Canada - Australie - Inde britannique Empire du Japon Tchécoslovaquie Royaume de Grèce Pologne États-Unis France Royaume de Roumanie Royaume de Serbie Royaume d'Italie République de Chine                      | RSFS de Russie République d'Extrême-Orient RSS de Lettonie RSS d'UkraineModèle:Country data Commune des travailleurs d'Estonie Communistes mongols        | Défaite - Les Alliés se retirent de Russie - Victoire des Bolcheviks sur les Armées blanches - Victoire des mouvements indépendantistes en Finlande, Estonie, Lettonie, Lituanie et Pologne                                                                           |
| 1923  | 1923 | Dernière révolte amérindienne                                                                       | Utah | États-Unis | Utes Païutes | Victoire |
| 1941  | 1945 | Seconde Guerre mondiale                                                                             | Europe, océan Pacifique, océan Atlantique, Asie du Sud-Est, Moyen-Orient, Méditerranée, Afrique du Nord, Amérique du Nord et Amérique du Sud | URSS États-Unis Royaume-Uni Chine France Pologne Canada Australie Nouvelle-Zélande Inde britannique Afrique du Sud Mongolie République fédérale de Yougoslavie Grèce Danemark Norvège Pays-Bas Philippines Belgique Luxembourg Tchécoslovaquie Brésil Mexique Éthiopie Viet Minh KLA                | Allemagne nazie Empire du Japon Royaume d'Italie Royaume de Hongrie Roumanie Bulgarie Finlande Thaïlande Mandchoukouo Mengjiang Croatie Slovaquie Albanie | Victoire - Chute du Troisième Reich, Empire du Japon, Empire italien - Création des Nations unies - Émergence des États-Unis et de l'URSS comme superpuissances - Début de la Guerre froide                                                                           |
| 1950  | 1953 | Guerre de Corée                                                                                     | Corée | Corée du Sud États-Unis Royaume-Uni Australie France Belgique Canada Philippines Colombie Empire d'Éthiopie Grèce Luxembourg Pays-Bas Nouvelle-Zélande Afrique du Sud Thaïlande Turquie Guatemala                                                                                                   | Corée du Nord Chine URSS | Statu quo - Refoulement des Nord-Coréens du Sud de la Corée - Refoulement de l'ONU de Corée du Nord - Armistice de Panmunjeom |
| 1953  | 1975 | Guerre civile laotienne                                                                             | Laos | Royaume du Laos États-Unis Vietnam du Sud Thaïlande Soutiens : Philippines Taiwan | Laos Vietnam du Nord Soutiens : Union Soviétique République populaire de Chine                                                                            | Défaite - Création de la République démocratique populaire du Laos |
| 1958  | 1958 | Crise de 1958 au Liban                                                                              | Liban | Liban États-Unis | Opposition libanaise : Al-Mourabitoun Parti communiste libanais Parti socialiste progressiste                                                             | Victoire - Occupation du port et de l'aéroport international de Beyrouth - Retrait des forces américaines |
| 1961  | 1961 | Débarquement de la baie des Cochons                                                                 | Cuba | États-Unis Front révolutionnaire démocratique cubain (en) | Cuba | Défaite - Invasion de Cuba abandonnée - Échec de l'assassinat de Fidel Castro |
| 1964  | 1964 | Crise congolaise                                                                                    | République démocratique du Congo | Congo-Léopoldville Belgique États-Unis | Simba rebels - Cuba - Tanganyikaa - Union Soviétique - Chine                                                                                              | Victoire - Rebellion défaite. |
| 1965  | 1966 | Seconde occupation de la République dominicaine par les États-Unis                                  | République dominicaine | États-Unis Brésil Honduras Paraguay Nicaragua | République dominicaine | Victoire - Juan Bosch exclu de la présidence - Élection de Joaquín Balaguer. |
| 1955  | 1975 | Guerre du Viêt Nam                                                                                  | Viêt Nam, Cambodge et Laos | Sud Viêt Nam États-Unis Corée du Sud Australie Nouvelle-Zélande Thaïlande Philippines Cambodge Royaume du Laos | Viêt Nam du Nord Viet Cong Khmer Rouge Khmer Issarak Pathet Lao Chine                                                                                     | Défaite - Retrait des États-Unis de l'Indochine - Victoire du Viêt Nam du Nord sur le République du Viêt Nam - Dissolution de la République du Viêt Nam - Des gouvernements communistes prennent le pouvoir au Viêt Nam, Laos et Cambodge - Réunification du Viêt Nam |
| 1978  | 1978 | Deuxième guerre du Shaba                                                                            | Shaba (aujourd'hui Katanga) | Zaïre France Belgique Maroc États-Unis | Front national pour la libération du Congo | Victoire |
| 1982  | 1984 | Guerre du Liban                                                                                     | Liban | Italie États-Unis France Royaume-Uni | Organisation du Jihad islamique Iran Syrie | Victoire - Retrait des forces de l'Organisation de libération de la Palestine - Plusieurs postes de commandes et matériel anti-aérien syriens détruits |
| 1983  | 1983 | Invasion de la Grenade                                                                              | Grenade | États-Unis Caribbean Peace Force (en) : Barbade Jamaïque Organisation des États de la Caraïbe orientale | GRP de Grenade Cuba Conseillers militaires : URSS Corée du Nord Allemagne de l'Est Bulgarie Libye                                                         | Victoire - Le dictateur Hudson Austin est destitué - Défaite de la présence militaire cubaine - Restauration du gouvernement constitutionnel |
| 1987  | 1988 | | Golfe Persique | États-Unis | Iran | Victoire - Opération contre l'Iran réussi lors de la Guerre Iran-Irak |
| 1989  | 1990 | Invasion du Panama par les États-Unis                                                               | Panama | États-Unis | Panama | Victoire - Le dictateur Manuel Noriega est destitué. |
| 1990  | 1991 | Guerre du Golfe                                                                                     | Irak, Koweït, Arabie saoudite et Israël | États-Unis Koweït Arabie saoudite Turquie Royaume-Uni Égypte Émirats arabes unis Oman Syrie France Maroc Pakistan Bahreïn Bangladesh Canada Italie Nigéria Argentine Niger Australie Espagne Sénégal Belgique Pays-Bas Grèce Sierra Leone Honduras                                                  | Irak | Victoire - Retrait irakien du Koweït - Restauration de l'émir Jaber al-Ahmad al-Sabah - Sanctions contre l'Irak |
| 1992  | 1995 | Force d'intervention unifiée                                                                        | Somalie | États-Unis Royaume-Uni Espagne Arabie saoudite Malaisie Pakistan Italie Inde Grèce Allemagne France Canada Botswana Belgique Australie | Somalie | Défaite - Retrait des troupes - Guerre civile somalienne encore en cours. |
| 1992  | 1995 | Guerre de Bosnie-Herzégovine                                                                        | Bosnie et Herzégovine | Bosnie-Herzégovine République d'Herceg-Bosna Croatie États-Unis Belgique Canada Danemark France Allemagne Italie Luxembourg Pays-Bas Norvège Portugal Espagne Turquie Royaume-Uni | Republika Srpska Armée populaire yougoslave République serbe de Krajina Bosnie occidentale Yougoslavie                                                    | Victoire - Accords de Dayton - Partition de la Bosnie-Herzégovine selon les accords de Dayton - Déploiement de IFOR par l'OTAN pour surveiller les accords de paix - Pertes civiles massives pour les Bosniaques                                                      |
| 1994  | 1995 | Opération Uphold Democracy                                                                          | Haïti | États-Unis Pologne Argentine | Haïti | Victoire - Replacement de Jean-Bertrand Aristide comme président de Haïti. |
| 1998  | 1999 | Guerre du Kosovo                                                                                    | Serbie | Armée de libération du Kosovo · Forces armées de la république du Kosovo (en) · Albanie · Croatie · États-Unis · Belgique · Canada · République Tchèque · Danemark · France · Allemagne · Hongrie · Italie · Luxembourg · Pays-Bas · Norvège · Portugal · Pologne · Espagne · Turquie · Royaume-Uni | Yougoslavie | Victoire |

## Guerres auXXIesiècle
| Début             | Fin              | Conflit | Lieux                                                                       | Belligérants | Belligérants | Issue du point de vue des États-Unis |
| Début             | Fin              | Conflit | Lieux                                                                       | Alliés (y compris les États-Unis) | Ennemis | Issue du point de vue des États-Unis |
| ----------------- | ---------------- | --- | --------------------------------------------------------------------------- | --- | --- | --- |
| 7 octobre 2001    | 15 août 2021     | Guerre d'Afghanistan (2001-2021)                                                                                              | Afghanistan                                                                 | Afghanistan République islamique d'Afghanistan - Forces armées afghanes milices alliées - Jamiat-e Islami - Junbish-i-Milli - Hezb-e Wahdat Coalition : Australie Croatie France République tchèque Géorgie (IPAP) (en) Allemagne Italie Roumanie Espagne Turquie Royaume-Uni États-Unis | Talibans - Réseau Haqqani - Islamic Jihad Union (en) Soutenu par: Pakistan - Inter-Services Intelligence (Contesté par le Pakistan) Iran (Contesté) Groupes alliés - Hezb-e-Islami Gulbuddin - Al-Qaïda - Islamic Jihad Union (en) Groupes dissidents talibans - Dadullah Front (en) - Fidai Mahaz État islamique - Wilayat Khorasan | Défaite Victoire des Talibans - Chute de la République Islamique d'Afghanistan - Offensive et prise du pouvoir par les talibans - Retrait des forces occidentales d'Afghanistan |
| 20 mars 2003      | 18 décembre 2011 | Guerre d'Irak Part de la guérilla irakienne et de la guerre contre le terrorisme                                              | Irak                                                                        | Coalition militaire en Irak dont : États-Unis Irak Azerbaïdjan Royaume-Uni Corée du Sud Italie Pologne Australie Géorgie Ukraine Estonie Pays-Bas Espagne Danemark | Loyalistes Baath État islamique d'Irak Al-Qaïda en Irak Brigades de la paix Groupes spéciaux IAI Jamaat Ansar al-Sunna (en) Irak | Impasse - Chute de la République d'Irak (1968-2003) - Seconde guerre civile irakienne |
| 16 mars 2004      |                  | Intervention américaine aérienne dans le cadre de l'insurrection islamiste au Pakistan Part de la guerre contre le terrorisme | Pakistan                                                                    | États-Unis Pakistan | Tehrik-i-Taliban Pakistan al-Qaeda Lashkar-e-Jhangvi Lashkar-e-Islam Mouvement islamique d'Ouzbékistan Mouvement islamique du Turkestan oriental Tehreek-e-Shariat État islamique | En cours |
| 2007              |                  | Intervention militaire américaine en Somalie                                                                                  | Somalie                                                                     | États-Unis Somalie | Al-Shabaab État islamique | En cours - Frappes de drones en Somalie - Raids contre les militants d’al-Shabaab menés par les forces d’opérations spéciales américaines - Intervention de l’Union africaine - Invasion éthiopienne soutenue par les États-Unis en 2006 - Intervention kenyane - Gouvernement fédéral nouvellement formé créé en 2012 - Lutte de pouvoir au sein d’Al-Shabaab - La majorité des troupes américaines se retirent en janvier 2021 |
| 17 août 2009      | 24 novembre 2016 | Opération Ocean Shield | au large de la Somalie, golfe d'Aden, mer Rouge, mer d'Arabie, océan Indien | OTAN États-Unis Malaisie Norvège Royaume-Uni Nouvelle-Zélande Danemark Pays-Bas Italie Corée du Sud Inde Russie Chine | Pirates somaliens | Victoire - Le nombre d’attaques de pirates a considérablement diminué - Le piratage a chuté de 90 % |
| 19 mars 2011      | 31 octobre 2011  | Intervention militaire de 2011 en Libye                                                                                       | Libye                                                                       | États appliquant la résolution 1973 du Conseil de sécurité des Nations unies : OTAN - Belgique - Bulgarie - Canada - Danemark - France - Grèce - Italie - Pays-Bas - Norvège - Roumanie - Espagne - Turquie - Royaume-Uni - États-Unis Jordanie Qatar Suède Émirats arabes unis          | Libye | Victoire - Renversement du gouvernement de Mouammar Kadhafi et mort de Mouammar Kadhafi - Contrôle du pays par le Conseil national de transition (CNT) - Violences dans la Libye de 2011 à 2014 (en), aboutissant à la deuxième guerre civile libyenne |
| 2011              | 2017             | Opération Observant Compass                                                                                                   |                                                                             | États-Unis Ouganda République démocratique du Congo République centrafricaine Soudan du Sud | Armée de résistance du Seigneur | Victoire - Le fondateur et dirigeant de la LRA Joseph Kony est contraint de se cacher - Le commandant en chef de la LRA, Dominic Ongwen, se rend aux forces américaines en République centrafricaine et est jugé à La Haye - La majorité des installations et des campements de LRA situés au Soudan du Sud et en Ouganda ont été abandonnés et démantelés |
| 13 novembre 2015  | 30 octobre 2019  | Intervention militaire américaine dans le cadre de la seconde guerre civile libyenne                                          | Libye                                                                       | États-Unis Libye | État islamique en Libye | Victoire - L’EI en Libye est largement vaincu - Libération de Syrte - Des centaines de frappes aériennes menées en Libye contre des groupes militants affiliés à l’État islamique - La présence de l’État islamique en Libye a considérablement diminué ; les frappes aériennes cessent en 2019 - La deuxième guerre civile libyenne se poursuit malgré tout |
| 15 juin 2014      |                  | Intervention militaire américaine dans le cadre de la seconde guerre civile irakienne                                         | Irak                                                                        | États-Unis Irak Australie Nouvelle-Zélande Belgique Canada Danemark France Allemagne Jordanie Maroc Pays-Bas Royaume-Uni Turquie Kurdistan irakien | État islamique en Irak | En cours - Des dizaines de milliers de combattants de l’EIIL tués - Lourds dégâts infligés aux forces de l’EIIL, l’EIIL perd 40 % de son territoire en Irak en janvier 2016 et l’ensemble de son territoire en Irak en décembre 2017 - 200 membres de l’EIIL ont créé des fosses communes contenant jusqu’à 12 000 personnes - Conseil et formation continus de la coalition dirigée par les États-Unis des forces terrestres irakiennes et kurdes - Les États-Unis maintiennent une présence militaire limitée en Irak |
| 22 septembre 2014 | 6 octobre 2019   | Intervention militaire américaine dans le cadre de la guerre civile syrienne                                                  | Syrie                                                                       | États-Unis Irak Royaume-Uni Canada Jordanie Maroc Australie Belgique Danemark France Allemagne Italie Pays-Bas Nouvelle-Zélande Norvège Portugal Espagne Bahreïn Arabie saoudite Émirats arabes unis Syrie Armée syrienne libre Syrie Iran Russie                                        | État islamique en Syrie Front al-Nosra Khorasan Ahrar al-Cham | En cours - Plus de 11 200 frappes aériennes américaines et alliées ont frappé l’Ei et d’autres groupes extrémistes en Syrie - Des milliers de cibles de l’État islamique détruites et des milliers d’autres militants capturés ou tués - L’EIIL perd Mossoul et Raqqa (2017), puis la majeure partie du territoire en Irak, puis en Syrie - Attaque chimique du gouvernement syrien dans la Ghouta (2013) menant à une mission conjointe OIAC-ONU en Syrie - Soutien américain aux rebelles anti-gouvernementaux - Déploiement des Marines et des forces spéciales des États-Unis - La crise des détenus de l’EI s’installe dans le nord de la Syrie - Mort d’Abou Bakr al-Baghdadi le 27 octobre 2019 |
| 21 Juin 2025      | 25 juin 2025     | Intervention militaire dans le cadre des Négociations de 2025 entre les États-Unis et l'Iran et de la Guerre Israël-Iran      | Iran                                                                        | États-Unis d'Amérique Israël | Iran | Le 24 juin, Donald Trump annonce que la république islamique d'Iran et l'État d'Israël ont tous deux approuvé un cessez-le-feu « complet et total ». |